# Uttar Dinajpur
Uttar Dinajpur (bengalisch উত্তর দিনাজপুর জেলা, „Nord-Dinajpur“) ist ein Distrikt im indischen Bundesstaat Westbengalen. Sitz der Verwaltung ist die Stadt Raiganj.

## Lage
Der Distrikt Uttar Dinajpur bildet einen langgestreckten verhältnismäßig schmalen Landstreifen, der sich in geschwungenem Verlauf über etwa 150 Kilometer in Nord-Süd-Richtung erstreckt. Der Landstreifen von Uttar Dinajpur ist an seiner schmalsten Stelle keine zehn Kilometer breit. Im Westen grenzt der Bundesstaat Bihar (Distrikte Kishanganj, Purnia und Katiar) an, und im Osten liegt Bangladesch (Division Rangpur). Im Norden grenzt der Distrikt an den Distrikt Darjeeling und im Süden an die Distrikte Dakshin Dinajpur und Malda.

## Geschichte

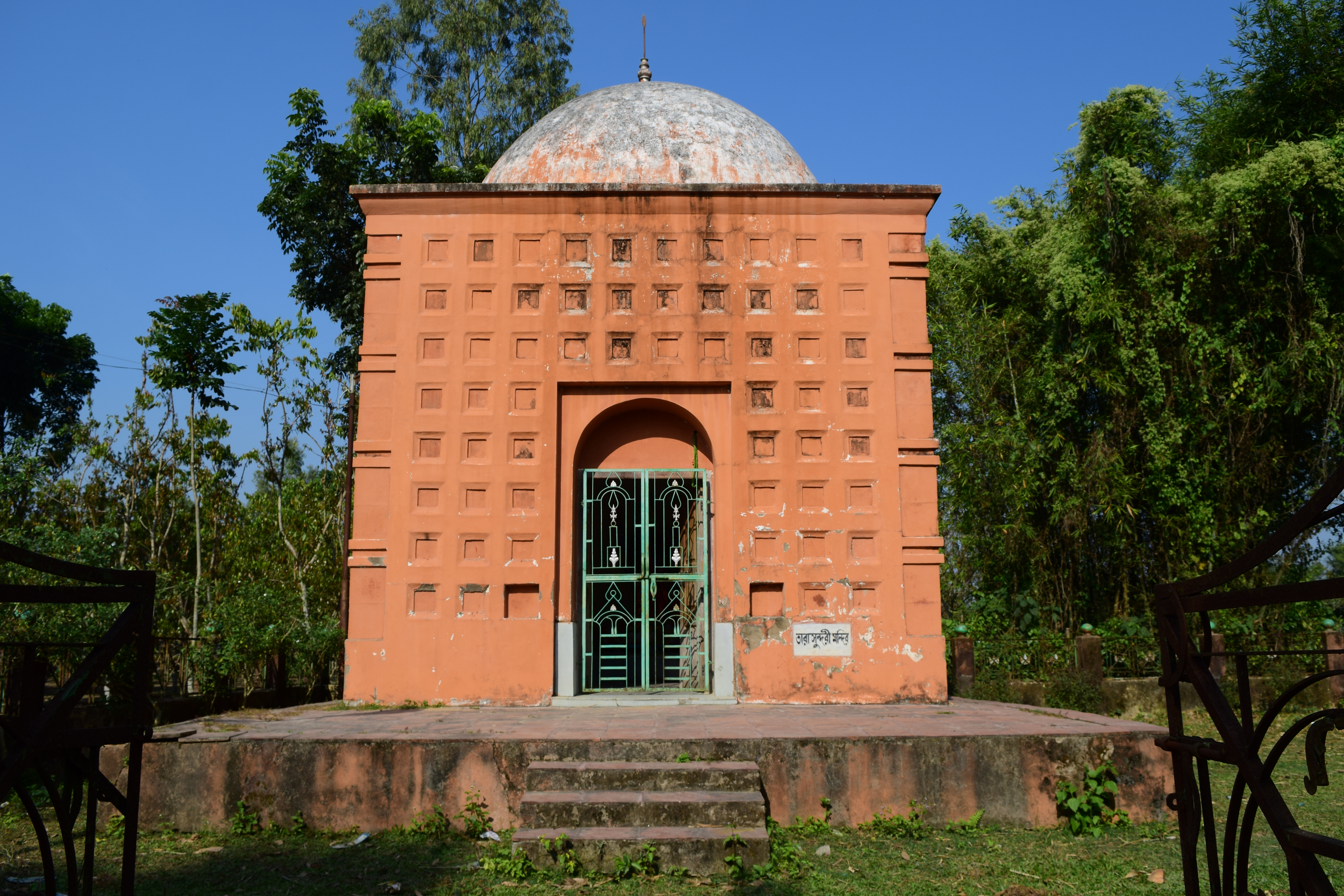
Tarasundari-Tempel (etwa aus dem Jahr 1760)

Im Zuge der Unabhängigkeit Pakistans und Indiens am 14. und 15. August 1947 wurde auch der alte Distrikt Dinajpur in der Provinz Bengalen, der seit Ende des 18. Jahrhunderts als Verwaltungseinheit Britisch-Indiens bestanden hatte, geteilt. Die Teilung erfolgte entlang einer Trennungslinie, die von dem britischen Kolonialbeamten Sir Cyril Ratcliffe, der Indien selbst nie betreten hatte, ausgearbeitet worden war. Der flächenmäßig etwa zwei Drittel umfassende Ostteil Dinajpurs kam zu Ostpakistan (heute Bangladesch) und der westliche Teil kam als Distrikt West Dinajpur zum indischen Bundesstaat Westbengalen. Die aus der Kolonialzeit übernommene Grenze zwischen Bihar und Westbengalen verlief abschnittsweise wesentlich weiter östlich als heute. Im Nordosten grenzte Bihar direkt an Ostpakistan und an den Distrikt Darjeeling, so dass Westbengalen in einen nördlichen und einen südlichen Anteil zerfiel. Im Bihar and West Bengal (Transfer of Territories) Act, 1956, der parallel zum States Reorganisation Act 1956 die Grenzen der Bundesstaaten neu nach linguistischen Kriterien ordnete, wurden bengalischsprachige Grenzgebiete mit einer Fläche von 732,88 Quadratmeilen vom damaligen Distrikt Purnea (Bihar) an den Distrikt West Dinajpur transferiert, womit dann eine Landbrücke zwischen dem nördlichen und dem südlichen Westbengalen zustande kam. Am 21. März 1959 wurde ein etwa 57 Quadratmeilen großes Gebiet nördlich des Flusses Mahananda an den Distrikt Darjeeling abgegeben. Die Fläche des Distrikts West Dinajpur vergrößerte sich dadurch zwischen 1951 und 1961 von etwa 1.385 bis 1.386 auf etwa 2.052 bis 2.062 Quadratmeilen (Zahlen variieren je nach Quelle und Zensus; Zensus 1991: 5359 km²).
Am 1. April 1992 wurde der Distrikt West Dinajpur in einen nördlichen Distrikt (Uttar Dinajpur) und einen südlichen Distrikt (Dakshin Dinajpur) geteilt.
Im Jahr 2011 war der Distrikt in die beiden Subdivisionen Raiganj und Islampur eingeteilt.

## Bevölkerung

### Übersicht
Die Einwohnerzahl lag bei der Volkszählung 2011 bei 3.007.134. Die Bevölkerungswachstumsrate im Zeitraum von 2001 bis 2011 war mit 23,15 % sehr hoch. Uttar Dinajpur hatte ein Geschlechterverhältnis von 939 Frauen pro 1000 Männer und damit einen Männerüberschuss. Der Distrikt wies 2011 eine Alphabetisierungsrate von 59,07 % auf, was einer Steigerung um knapp 12 Prozentpunkte gegenüber dem Jahr 2001 entsprach. Die Alphabetisierung lag damit allerdings weit unter dem nationalen Durchschnitt (74,0 %) und gehörte zu den niedrigsten in Westbengalen (Durchschnitt 76,2 %). Jeweils etwa die Hälfte der Bevölkerung waren Muslime (49,9 %) bzw. Hindus (49,3 %). Andere Religionen bilden sehr kleine Minderheiten (Christen 0,6 %, andere ohne Religionszugehörigkeit 0,2 %). Die Hindus dominierten in den Städten und in den Blocks Kaliaganj und Raiganj. Die Blocks Hemtabad, Itahar und Karandighi waren religiös gemischt und die Blocks Chopra, Goalpokhar-I, Goalpokhar-II und Islampur waren mehrheitlich muslimisch.

### Einwohnerentwicklung
In den ersten Jahrzehnten des 20. Jahrhunderts wuchs die Bevölkerung nur langsam. Seit der Unabhängigkeit Indiens beschleunigte sich die Bevölkerungszunahme. Während die Bevölkerung in der ersten Hälfte des 20. Jahrhunderts um rund 32 % zunahm, betrug das Wachstum in den fünfzig Jahren zwischen 1961 und 2011 296 %. Die Bevölkerungszunahme zwischen 2001 und 2011 lag bei 23,15 % oder rund 565.000 Personen.
| Jahr      | 1901    | 1911    | 1921    | 1931    | 1941    | 1951    | 1961    | 1971      | 1981      | 1991      |
| Einwohner | 401.121 | 428.300 | 376.366 | 403.576 | 451.684 | 528.607 | 760.199 | 1.087.269 | 1.415.653 | 1.897.045 |

### Größere Orte
Im Distrikt gab es beim Zensus 2011 neun Orte, die als städtische Siedlungen (vier municipalities, M, und fünf census towns, CT) zählten. Der Anteil der städtischen Bevölkerung im Distrikt war mit 362.228 von 3.007.134 Einwohnern (12,04 %) gering. Die fünf Orte mit mehr als 10.000 Einwohnern waren: Raiganj (183.612), Islampur (54.340), Kaliganj (53.530), Dalkhola (36.930) und Kasba (10.067).

### Soziale Schichtung, Ethnien
2011 gehörten 807.950 Personen (26,87 %) den scheduled castes (registrierten Kasten) an. 162.816 Personen (5,41 %) waren Angehörige der scheduled tribes (registrierte Stammesgemeinschaften). Zu ihnen gehören in Westbengalen 40 Volksgruppen. Mehr als 5000 Angehörige zählen die Santal (110.950 Personen oder 3,69 % der Distriktsbevölkerung), Oraon (15.423 Personen oder 0,51 % der Distriktsbevölkerung), Bedia (8254 Personen oder 0,27 % der Distriktsbevölkerung), Munda (5625 Personen oder 0,19 % der Distriktsbevölkerung) und Rabha (5199 Personen oder 0,17 % der Distriktsbevölkerung).

### Sprachen
| Sprache     | Zahl      | Prozent  |
| ----------- | --------- | -------- |
| Bengalisch  | 1.981.723 | 65,90 %  |
| Surjapuri   | 393.421   | 13,08 %  |
| Urdu        | 284.001   | 9,44 %   |
| Santali     | 113.445   | 3,77 %   |
| Hindi       | 99.726    | 3,32 %   |
| Rajbangsi   | 31.116    | 1,03 %   |
| Bhojpuri    | 13.232    | 0,44 %   |
| Sadan/Sadri | 12.090    | 0,40 %   |
| Savara      | 8415      | 0,28 %   |
| Gesamt      | 2.937.169 | 100,00 % |

Eine Mehrheit der Einwohnerschaft spricht Bengali-Sprachen und -Dialekte (2.046.666 Personen oder 68,06 % der Distriktbevölkerung). Standard-Bengali überwiegt deutlich innerhalb dieser Sprachgruppe, der Dialekt Rajbangsi ist in der Minderheit. In den Blocks gab es 2011 aber deutliche Unterschiede in Bezug auf die Anteile von Bengali. In den Blocks Hemtabad, Itahar, Kaliaganj und Raiganj sowie den Städten Kaliaganj und Raiganj dominierte Bengali. Im Block Chopra und in der Stadt Islampur war es noch Mehrheitssprache. Dagegen war Bengali in den Blocks Goalpokhar-I, Goalpokhar-II und Islampur sowie der Stadt Dalkhola nur eine Minderheitssprache.
Drei weitere Sprachgruppen erreichen hohe Anteile. Es sind dies die Hindi-Sprachen und -Dialekte (524.919 Personen oder 17,46 % der Distriktsbevölkerung) mit Surjapuri, Alltagshindi (meist nur Hindi genannt), Bhojpuri und Sadan/Sadri sowie Urdu. Bengali, Hindi und Urdu gehören zur indoarischen Sprachgruppe. Santali dagegen ist eine Munda-Sprache der austroasiatischen Sprachfamilie. Zu dieser Sprachgruppe gehört auch die regional bedeutende Sprache Savara.
In der Stadt Islampur ist der Hindi-Dialekt Surjapuri Mehrheitssprache der Einwohnerschaft. Diese Mundart ist auch im Block Chopra von Bedeutung. Alltagshindi erreicht nur in den Städten hohe Bevölkerungsanteile. Urdu ist in den Gebieten mit hohen muslimischen Bevölkerungsanteilen wie den Blocks Goalpokhar-I, Goalpokhar-II und Islampur sowie den Städten Dalkhola und Islampur weit überdurchschnittlich vertreten.
Die Munda-Sprachen weisen in den Blocks Goalpokhar-II, Itahar und Karandighi sowie der Stadt Dalkhola hohe Bevölkerungsanteile aus. Santali erreicht mit 19.271 Personen oder 6,39 % Anteil an der Einwohnerschaft im Block Itahar den höchsten Wert. Sora/Savara hat mit 1199 Personen oder 3,25 % Anteil ihre Hochburg in der Stadt Dalkhola. Die genaue sprachliche Zusammensetzung der Bevölkerung zeigt folgende Tabelle:

## Besonderheiten
Im Süden des Distrikts befindet sich das kleine, am Fluss Kulik gelegene Raiganj-Naturschutzgebiet (Raiganj Wildlife Sanctuary, Gesamtgröße 1,3 km² = 35 acres Kernzone und 286,23 acres Pufferzone), wo etwa 164 verschiedene Vogelarten und jährlich ungefähr 70 bis 80.000 Zugvögel beobachtet werden können.